# Anna-Greta Crafoords pris
Anna-Greta Crafoords pris instiftades 1982 och delas ut årligen av Läkarsällskapet i Lund. Priset avser att premiera årets bästa avhandling från medicinska fakulteten vid Lunds universitet. För pristagare och titel på deras avhandling se tabell nedan.
| År   | Pristagare             | Avhandling |
| ---- | ---------------------- | --- |
| 1982 | Carl-David Agardh      | Varför dör hjärnans celler? |
| 1983 | Karin Prellner         | Öronbarn, aktuella synpunkter |
| 1984 | Birgitta Arneklo-Nobin | Den kalla handen |
| 1985 | Johan Wennerberg       | Den laglösa cellen |
| 1986 | Ingemar Winquist       | Eosinofila leukocyter – på gott och ont                                                                                                  |
| 1987 | Sverre Heim            | Kromosomförändringar vid cancer |
| 1987 | Måns Magnusson         | Balans, vakenhetsgrad och yrsel |
| 1988 | Ingegerd Lecander      | Plasminogenaktivatorhämmare från placenta                                                                                                |
| 1988 | Tore Saxne             | Molekylära markörer för broskpåverkan vid inflammatorisk ledsjukdom                                                                      |
| 1989 | Jens Schouenborg       | Cutaneous nociceptiv information in the dorsal horn of the spinal cord                                                                   |
| 1990 | Urban Gullberg         | Differentiation inducing factor, tumor necrosis factor and lymphotoxin                                                                   |
| 1990 | Claes Söderström       | Properdinbrist och meningococksjukdom |
| 1991 | Ramesh Saxena          | Autoimmun glomerulonefrit |
| 1992 | Johan Richter          | Cytokin-inducerad degranulering av humana neutrofiler                                                                                    |
| 1993 | Fredrik Lindberg       | Atrial natriuretic peptide |
| 1993 | Henrik Weibull         | Njurartärstenos och occlusion |
| 1994 | Jan Astermark          | Blodkoagulationsfaktor 9 |
| 1995 | Katarina Persson       | Kväveoxid styr kissandet |
| 1995 | Lars Stenberg          | Mördarbakterier infiltrerar immunsystemet                                                                                                |
| 1996 | Mikael Karlberg        | Yrsel av nackbesvär |
| 1996 | Mårten Segelmark       | Snabbt progredierande glomerulonephrit                                                                                                   |
| 1997 | Lars Ny                | Inhibitorisk neurotransmission i nedre oesophagus                                                                                        |
| 1998 | Mats Ehinger           | Tumorsuppressor P53 vid leukemisk celldifferentiering                                                                                    |
| 1998 | Hindrik Mulder         | Amyloid peptid i pancreas, tarm, och nervsystemet                                                                                        |
| 1999 | Max Philip Ingemansson | Cellulär elektrofysiologisk modulering vid kroniskt flimmer                                                                              |
| 1999 | Inga-Maria Frick       | Protein H, ytmolekyl på Streptococcus pyogenes                                                                                           |
| 2000 | Thomas Hellmark        | Molekylär dissektion av Goodpasture epitop                                                                                               |
| 2001 | Magnus Korsgren        | Immunreglering vid experimentell astma                                                                                                   |
| 2002 | Sebastian Barg         | Mekanismer vid insulinexocytos och frisättning                                                                                           |
| 2002 | Karin Strandberg       | Plamanivåer av aktiverat protein C bundet till inhibitor                                                                                 |
| 2003 | Ingrid Hedenfalk       | Gene expression profiling of hereditary breast cancer                                                                                    |
| 2004 | Lars Nilsson           | Identification and characterization of stem cell in preleukemia and leukemia                                                             |
| 2005 | Staffan Sandgren       | Regulated uptake of biopolymers. Role of cell surface proteoglycans. Implications for drug and gene delivery                             |
| 2006 | Kinga Gawlik           | Laminins and congenital muscular dystrophy – from a Mouse model to gene therapy of laminin α 2 chain deficiency                          |
| 2007 | Marcus Carlsson        | Aspects on Cardiac Pumping |
| 2008 | Benny Pacheco          | Formation of iduronic acid in dermatan sulfate by two DS-epimerases                                                                      |
| 2009 | Fredrik Tjernström     | Adaptation and learning in postural control                                                                                              |
| 2010 | Pontus Nordenfelt      | Phagocytosis by neutrophils - studies on phagosome dynamics and membrane traffic modulation by Streptococcus pyogenes                    |
| 2011 | Cecilia Andersson      | New aspects of tissue mastcells in inflammatory airways disease                                                                          |
| 2012 | Christian Lood         | On the immunopathogenesis of systemic lupus erythematosus - Immune complexes, type I interferon system, complement system and platelets. |
| 2012 | Michael Carlsson       | From Serum to Tissue: Galectin-Binding Glycoforms of Serum Glycoproteins as Functional Biomarkers..                                      |
| 2013 | Kristoffer Andréasson  | Systemic sclerosis. Novel molecular and epidemiological features of the disease                                                          |
| 2014 | Daniel Ansari          | Pancreatic cancer – early detection, prognostic factors, and treatment                                                                   |
| 2014 | Malin Åkerblom         | The role of miRNA in neurogenesis and cell specification                                                                                 |
| 2015 | Fredrik Johansson      | A Purkinje cell Timing Mechanism. On the Physical Basis of a Temporal Duration Memory.                                                   |
| 2016 | Lidewij Spelt          | Liver Resection for Colorectal Cancer Metastases                                                                                         |
| 2016 | Carl M Öberg           | Analysis of Transvascular Transport Phenomena                                                                                            |
| 2017 | Anders Valind          | Somatic Genetic Variation in Children: from Mosaicism to cancer                                                                          |
| 2018 | Kristine Hagelsteen    | Surgical Education: assessment of simulators for training and selection of trainees                                                      |
| 2018 | Marcus Davidsson       | Viral vector barcoding, a BRAVE tool for next generation gene therapy                                                                    |
| 2019 | Karim Saleh            | Surgical Site Infections in Dermatologic Surgery – Clinical, diagnostic, and pathogenic aspects                                          |
| 2020 | Niklas Landberg        | Cell surface markers as therapeutic targets in myeloid leukemia                                                                          |
| 2020 | Johan Nilsson          | Dissecting nasopharyngeal cancer |
| 2021 | Johannes Byrling       | Distal cholangiocarcinoma - from novel biomarkers to clinical management and outcome                                                     |
| 2021 | Gjendine Voss          | Deregulation and editing of microRNAs in metastatic prostate cancer                                                                      |
| 2022 | Ewelina Golec          | Modern roles for an ancient system. Intracellular complement in the regulation of cell function                                          |
| 2022 | Johanna V. Berggren    | Perfusion monitoring in oculoplastic recostructive surgery                                                                               |